# Джемаденов Еміль Енверович
Джемаденов Еміль Енверович (нар. 19 серпня 1980 р.) - кримськотатарський політв’язень. Засуджений російською владою за причетність до діяльності «Хізб ут-Тахрір».

## Життєпис
Народився 19 серпня 1980 р. у Самарканді. 
Еміль спочатку пішов до місцевої школи у Самарканді. Після повернення його родини до Криму Еміль здобув шкільну освіту вже на території українського півострову. 
Після здобуття середньої освіти Еміль Джемаденов вступив до одного з університетів Туреччини на факультет “Готельна справа”. Після повернення з Туреччини Еміль вступив до Таврійського екологічного інституту на факультет політології, який закінчив з дипломом магістр.
До анексії Криму Еміль Джемаденов займався політичними дослідженнями в Україні, виступав на конференціях і форумах, а після встановлення на півострові російського окупаційного режиму працював експедитором-інкасатором банку. 

## Кримінальне переслідування російською окупаційною владою
12 жовтня 2016 р. російські силовики провели обшуки у селах Строгонівка та Кам’янка, де проживав Еміль Джемаденов. Російські силовики на чолі зі старшим слідчим кримської ФСБ Сергієм Кулановим вдерлися до нього напередодні ранкового намазу. Вони конфіскували телефон Еміля, переклад Корану та кілька брошур релігійного змісту. Адвоката Едема Семедляєва протягом двох годин не допускали всередину до підзахисного. Того ж дня силовики провели обшук у батьків Еміля, які також проживають у Кам’янці]. 
Еміля Джемаденова та чотирьох інших мусульман (Рустем Ісмаїлов, Айдер Саледінов, брати Теймур та Узеїр Абдуллаєви), яких затримали 12 жовтня 2016 р. у Кам’янці та Строгонівці, звинуватили у приналежності до партії “Хізб ут-Тахрір”. Рустему Ісмаїлову висунули підозру за ч. 2 ст. 205.5 Кримінального кодексу Російської Федерації (“участь в діяльності терористичної організації)”. Київський районний “суд” Сімферополя обрав усім п’ятьом фігурантам Сімферопольскої групи “справи Хізб ут-Тахрір” запобіжний захід у вигляді тримання під вартою. 
У грудні 2018 р. Еміля Джемаденова та інших фігурантів Сімферопольскої групи “справи Хізб ут-Тахрір” етапували до СІЗО-5 у Ростові-на-Дону.
18 червня 2019 р. Північно-Кавказький окружний військовий суд у Ростові-на-Дону виніс вирок фігурантам Сімферопольської групи “справи Хізб ут-Тахрір”. Еміля Джемаденова засудили до 12 років колонії суворого режиму. 24 грудня 2019 р. Верховний Суд РФ скоротив Джемаденову термін ув’язнення на 6 місяців - до 11 років і 6 місяців. 
Наприкінці січня 2020 р. стало відомо, що Еміля Джемаденова разом з Айдером Саледіновим та Рустемом Ісмаїловим етапували з СІЗО в Ростові-на-Дону в Республіку Башкортостан, однак їхні адвокати та родичі не знали про точне місцезнаходження фігурантів. Джемаденова спочатку перемістили до СІЗО Уфи, а 15 лютого 2020 р. його етапували до виправної колонії ІК-16 у місті Салават (Республіка Башкортостан). 

22 травня 2020 р. адвокат ув’язненого Еміль Курбедінов повідомив, що Джемаденова понад два місяці утримують у штрафному ізоляторі колонії (ШІЗО), куди він потратив одразу після етапування. За його словами, адміністрація колонії таким чином здійснює тиск на ув’язненого. Дружина Еміля Ліана заявила, що у її чоловіка за час перебування в ШІЗО погіршився стан здоров'я. Ліана Джемаденова розповіла наступне: 
«У листах він описав умови в ШІЗО: холодна, сира камера. Ліжко відстібають від стіни тільки в період з 21:00 до 5 ранку. Там у нього почався ревматизм. Напевно від холоду сильно прохолов і застудився. Крім того, він сильно схуд. У квітні Еміль дзвонив, розповів, що перебування в ШІЗО йому знову продовжили. Коли дзвонив у березні, то сказав таку фразу: «Можливо, за весь час, поки я тут перебуватиму, не вийду з ШІЗО. Не розумію, навіщо це роблять. За три роки [до етапу в колонію] Еміль жодного разу в карцері не сидів».
Крім того, Еміль має інші проблеми зі здоров’ям, такі як пролапс мітрального клапану, хронічна виразка шлунка та хронічний тонзіліт. 
Ліана Джемаденова зверталася до Федеральної служби виконання покарань РФ з проханням про переведення її чоловіка до аналогічного пенітенціарного закладу в Криму, мотивуючи це надмірними матеріальними витратами на поїздки до Башкортостану. Однак відомство не знайшло підстав для переведення Еміля поближче до дружини та трьох малолітніх дітей. 

## Родина
Еміль Джемаденов одружився в 2009 р. (дружина Ліана).Подружжя має двох синів - Юсуф (2011 р.н.) та Юнус (2013 р.н.), а також доньку Асію, яка народилася вже після арешту батька. 